# Isolationshaft
Die Isolationshaft (Isolierungshaft) ist eine Form der Freiheitsentziehung, bei der einem bereits Inhaftierten innerhalb eines Gefängnisses oder einer ähnlichen Einrichtung Kontakt zu anderen Mitgefangenen, zur Außenwelt, meistens auch zu Beschäftigungsformen und Objekten für die individuelle Haftraumausstattung verweigert wird.
Die Isolationshaft ist wegen ihrer Auswirkungen auf den Häftling umstritten und wird von Kritikern auch als Vernichtungshaft und als Form der Folter betrachtet. 
Zu unterscheiden ist die Isolationshaft von der Einzelhaft, die aus Sicherheits-, Ordnungs- oder disziplinarrechtlichen Gründen über einen Strafgefangenen verhängt werden kann.

## Auswirkungen
Die akuten und langfristigen, zum Teil chronischen Folgen von Isolationshaft sind je nach Länge, Art und Ausmaß sowie der psychischen Konstitution des Gefangenen unterschiedlich. In Untersuchungen von Häftlingen vor, während und nach außerordentlich langer Isolationshaft konnten u. a. folgende Auswirkungen als „klassische Erscheinungen der Isolationshaft im Sinne der sensorischen Deprivation und sozialer Isolation“ (Stöwsand in: Klusmeyer, 1985: 46) dokumentiert werden:
- erhebliche Beeinträchtigung der Funktionsfähigkeit des vegetativen Nervensystems
  - erhebliche Störungen im Hormonhaushalt
  - Beeinträchtigung von Organfunktionen
  - Ausbleiben der Menstruation bei Frauen ohne physiologisch-organische, alters- oder schwangerschaftsbedingte Ursache (sekundäre Amenorrhoe)
  - verstärktes Gefühl, essen zu müssen: Zynorexie/Heißhunger, Hyperorexie, Fresssucht
  - im Gegensatz dazu Verringerung oder Ausbleiben des Durstgefühls
  - starke Hitzewallungen und/oder Kältegefühle, die sich nicht auf eine entsprechende Veränderung der Umgebungstemperatur oder auf eine Erkrankung (Fieber, Schüttelfrost o. Ä.) zurückführen lassen

- erhebliche Beeinträchtigung der Wahrnehmung und der kognitiven Leistungsfähigkeit (was insbesondere im Hinblick auf Gerichtsverfahren/Strafverteidigung Probleme schafft)
  - starke Störung der Verarbeitung von Wahrnehmungen
  - starke Störungen des Körpergefühls
  - starke allgemeine Konzentrationsschwierigkeiten
  - starke Schwierigkeiten bis hin zum Unvermögen zu lesen bzw. das Gelesene gedanklich zu erfassen, nachzuvollziehen und in einen sinnvollen Zusammenhang zu bringen
  - starke Schwierigkeiten bis hin zum Unvermögen zu schreiben bzw. Gedanken schriftlich zu verarbeiten (Agraphie/Dysgraphie)
  - starke Artikulations-/Verbalisierungsschwierigkeiten, die sich besonders in den Bereichen Syntax, Grammatik und Wortwahl zeigen und bis hin zu Aphasie, Aphrasie und Agnosie reichen können
  - starke Schwierigkeit oder Unvermögen, Gesprächen zu folgen (nachgewiesenermaßen aufgrund einer Verlangsamung der Funktion des primären akustischen Kortex der Schläfenlappenanteile aufgrund von Reizmangel)

- Weitere Beeinträchtigungen
  - Führen von Selbstgesprächen zur Kompensation der akustischen und sozialen Reizarmut
  - deutlicher Verlust an Gefühlsintensität (z. B. gegenüber Angehörigen und Freunden)
  - situativ euphorische Gefühle, die später in eine depressive Stimmungslage umschlagen

- Gesundheitliche Langzeitfolgen
  - soziale Kontaktstörungen bis hin zur Unfähigkeit, emotional enge und langfristige partnerschaftliche Beziehungen einzugehen
  - Depressionen
  - Beeinträchtigung des Selbstwertgefühls
  - Wiederkehren der Haftsituation in Träumen
  - behandlungsbedürftige Störungen des Blutdrucks
  - behandlungsbedürftige Hauterkrankungen
  - Nichtwiedererlangen von insbesondere kognitiven Fähigkeiten (z. B. im Bereich der Mathematik), die vor der Isolationshaft beherrscht worden sind

Insbesondere die Langzeitfolgen von Isolationshaft zeigen diverse Überschneidungspunkte mit den Symptomen des sogenannten Überlebenden-Syndroms, das bei vielen ehemaligen Gefangenen, die in Konzentrationslagern inhaftiert waren, beobachtet werden konnte. In den Vereinigten Staaten ist das SHU-Syndrom bekannt, das bei Gefangenen, die in den Isolationsabteilungen (Secure Housing Units) untergebracht waren, auftritt, und auffallende Ähnlichkeiten mit dem posttraumatischen Stresssyndrom aufweist.

## Therapie
Die Behandlung von Menschen, die an Folgen einer zu langen Haft unter Isolationsbedingungen leiden, ist bei körperlichen Symptomen (sofern sie nicht in erster Linie in einer Psychosomatik begründet sind) teilweise durch Medikamente möglich. Psychische und psychosomatische Folgen bedürfen einer Psychotherapie bei einem auf die Behandlung psychisch traumatisierter Menschen spezialisierten Therapeuten.

## Geschichte, Aufklärung und Widerstand
Obgleich Isolation und Deprivation schon seit Jahrhunderten zu Bestrafungszwecken eingesetzt werden, wurde die Isolationshaft erst Anfang des 19. Jahrhunderts, etwa um 1821, als eine Form der Bestrafung innerhalb von Gefängnissystemen im US-Bundesstaat Pennsylvania eingeführt und seitdem ständig neu erforscht und fortentwickelt. Die Gefangenen durften damals nicht arbeiten und als einzigen Besuch einen Geistlichen empfangen. Das System wurde zu dieser Zeit noch Bußhaft genannt.
Freidenker und Quäker setzten sich damals für das Bußhaus als vermeintlich humane Alternative zur Todesstrafe, Verstümmelung und Körperstrafe ein.
Schon 1842 protestierte der Schriftsteller Charles Dickens gegen die Isolationshaft und bezeichnete sie, da sie körperlich keine deutlich sichtbaren Spuren hinterlässt, als Weiße Folter und als grundsätzlich schlimmer als jegliche in erster Linie physische Folter.
Fast fünf Jahre lang – von 1894 bis 1899 – erlitt der zu Unrecht wegen Landesverrat verurteilte und auf eine Insel verbannte französische Offizier Alfred Dreyfus – siehe Dreyfus-Affäre – Isolationshaft. Er konnte nach dieser Zeit zunächst kaum sprechen.
Eine eindrucksvolle literarische Darstellung von Isolationshaft und ihrer Auswirkungen findet sich in der Schachnovelle von Stefan Zweig am Beispiel eines Gestapo-Häftlings.
Bereits seit 1983 ist in den USA der Gefängnistyp des Supermax in Anwendung. Dieser sieht die Verwahrung der Gefangenen in vollkommener Isolationshaft 23 Stunden am Tag vor – zeitweise auch bei ständiger Beleuchtung. In einigen US-amerikanischen Haftanstalten existieren einzelne Abteilungen, die einen Supermax-Charakter aufweisen. Diese werden in der Regel als Secure Housing Units (SHU) bezeichnet. Isolationshaft gab es unter anderem auch im nordirischen Bürgerkrieg gegen katholische Aktivisten in so genannten H-Blocks. 
In der Türkei kämpfen seit Jahren Gefangene und deren Angehörige gegen die Legalisierung der Isolationshaft durch die Einführung so genannter Typ-F-Gefängnisse, die die in Deutschland entwickelten Normen für Isolation von Gefangenen übernehmen.
In Lateinamerika und Spanien ist Isolationshaft primär unter dem Begriff Incomunicado (dt.: Kontaktsperre) bekannt.
In Belarus wird Isolationshaft eingesetzt; es gibt sogenannte Isolationszentren. Das bekannteste unter ihnen ist Okrestino, welches international kritisiert wird.

## Situation in Deutschland
In Deutschland ist die Isolationshaft nicht ausdrücklich gesetzlich geregelt, sondern nur die klar eingegrenzte Einzelhaft (siehe u. a. § 88 Abs. 2 Nr. 3, § 89 StVollzG).
In Deutschland wurde der Begriff „Isolationshaft“ teilweise mit den Haftbedingungen von Mitgliedern der Rote Armee Fraktion in den 1970er Jahren u. a. in der Justizvollzugsanstalt Stuttgart in Verbindung gebracht.
Bis heute wird in einzelnen Fällen die Isolationshaft über Jahre aufrechterhalten. Bekannt ist etwa der Fall eines Inhaftierten in der JVA Bruchsal, der zwischen 1996 und 2006 23 Stunden am Tag isoliert war. In der JVA Celle ist ein Fall dokumentiert, bei dem ein Inhaftierter über 15 Jahre von anderen Häftlingen isoliert war.
Dem Häftling wurde schließlich seine Ungefährlichkeit attestiert und er kam im November 2011 nach 16 Jahren aus dem Gefängnis.
Für Häftlinge, die wegen terroristischer Straftaten inhaftiert sind, erlaubt das deutsche Kontaktsperregesetz eine Isolation in Form einer Kontaktsperre. Es wurde vom Bundesverfassungsgericht 1978 einstimmig für verfassungskonform befunden.
In den vergangenen Jahren stieg die Isolation von Gefangenen in „besonders gesicherten Hafträumen“ an, insbesondere in Bremen, Würzburg und Augsburg-Gablingen.

## Situation in der Türkei
In der Türkei darf die Polizei oder Gendarmerie einen Gefangenen verhören, ohne dass er Kontaktmöglichkeit zur Außenwelt hat.
Seit dem 2. Juli 2012 sind im Artikel 10 des Gesetzes 3713 (Gesetz zur Bekämpfung von Terrorismus, kurz: Anti-Terror-Gesetz, ATG) Regeln und Ausnahmen beschrieben. Hier bestimmt Absatz ç, dass bei Straftaten, die unter dieses Gesetz fallen, die maximale Dauer der Polizeihaft 48 Stunden beträgt. Absatz e bestimmt, dass diese Verdächtigen in den ersten 24 Stunden kein Recht auf anwaltlichen Beistand haben.

## Rechtliche Bewertung
Die Isolationshaft als solche und damit auch ihre Rahmenbedingungen sind gesetzlich in der Regel nicht festgeschrieben. Die Unterbringung von Gefangenen unter Isolationsbedingungen wird international von Menschenrechtsorganisationen geächtet und als Foltermethode bezeichnet, vermutlich jedoch weltweit im offiziellen und inoffiziellen Justizvollzug ohne Rechtsgrundlage eingesetzt.